# O-Methylhydroxylamin
O-Methylhydroxylamin (Methoxyamin) ist eine chemische Verbindung. Strukturell kann es als Hydroxylamin-Ether aufgefasst werden.
O-Methylhydroxylamin wird meist als Hydrochlorid eingesetzt, das bei 149 °C schmilzt.

## Verwendung
O-Methylhydroxylamin wird zur Synthese von O-Methyloximen aus Aldehyden und Ketonen sowie zur elektrophilen Aminierung verwendet.